# Troens Fallit
Troens Fallit (originaltitel: The End of Faith: Religion, Terror, and the Future of Reason) er en stærkt religionskritisk bog af Sam Harris. Bogen udkom (i dansk oversættelse) i 2007. Den engelske version (fra 2004) indbragte i 2005 forfatteren en PEN/Martha Albrand Award og lå på New York Times bestsellerliste i 33 uger.
I bogen gives en analyse af den konflikt mellem fornuft og religion, som ifølge forfatteren præger den moderne verden i dag. Hans holdning på dette punkt fremgår klart af følgende citat fra bogen:
"Forestil dig en fremtid, hvor millioner af vore efterkommere bliver overbeviste om, at en bestemt film er lavet af Gud, eller at en bestemt type software blev kodet af ham. Forestil dig en fremtid, hvor millioner af vore efterkommere myrder hinanden på grund af rivaliserende fortolkninger af Star Wars eller Windows 98. Kan man forestille sig noget – noget som helst – der er mere latterligt? Og alligevel ville det ikke være mere latterligt end den verden vi lever i."
Derudover skildrer Harris menneskets historiske villighed til at afvise fornuften og i stedet vælge religiøs tro – selv når netop denne tro inspirerer til den allerværste form for grusomhed. Dette eksemplificerer han med en beskrivelse af det destruktive i religiøs tro fra inkvisitionen over hekseforfølgelse til den moderne islam.
I sin analyse trækker han især på viden fra hjerneforskning, filosofi og østlige erkendelsestraditioner. Han advarer mod de organiserede religioners indtrængen i verdenspolitikken og opfordrer til dels at nedbryde de mure, der isolerer religiøst baserede holdninger og religiøse mennesker mod kritik, og dels at skabe et mere sandt moderne fundament for etik og åndelighed baseret på sekularisme og humanisme.